# Giáo hoàng Calixtô II
Calixtô II (Latinh: Callixtus II) là người kế nhiệm Giáo hoàng Gelasius II và là vị Giáo hoàng thứ 162 của Giáo hội Công giáo.
Theo niên giám tòa thánh năm 1806 thì ông đắc cử Giáo hoàng năm 1119 và ở ngôi Giáo hoàng trong 5 năm 10 tháng 12 - 13 ngày. Niên giám tòa thánh năm 2003 xác định ông đắc cử Giáo hoàng vào ngày 2 tháng 2 năm 1119, ngày khai mạc chức vụ mục tử đoàn chiên chúa là ngày 9 tháng 2 và qua đời ngày 13 tháng 12 năm 1124.
Giáo hoàng Callixtus II sinh tại Quingey, quận Bourgogne, Đế quốc La mã thần thánh (ngày nay nằm trong quận Doubs).
Ông là con trai của Guilaumme I Cả, bá tước Bourgogne(chết năm 1087) và Etiennette de Longwy-Metz (khoảng năm 1035-1092).
Trước tiên ông làm tổng Giám mục của Viên năm 1088.
Là người hoàng gia Pháp, ông được bầu tại Cluny, nơi các Hồng y trung thành với Đức Gêlasiô II tới trú ẩn trong cuộc chống lại vua Henri V nước Đức. Mặc dù, khi được bầu ông không phải là hồng y.
Ông đã chấm dứt cuộc đấu tranh này, đồng thời chấm dứt cuộc tranh giành lâu dài về quyền tấn phong (Querelle des Investitures) bằng thoả ước Worms (1122) công nhận quyền của dân chúng trong việc đề cử các Giám mục, hoàng đế đã từ bỏ quyền tấn phong thuộc Giáo hội. Theo đó một luật lệ dành cho việc bầu cử các Giám mục được thiết lập.
Thỏa ước Worms được thực hiện theo gợi ý của Giám mục Yves de Chartres, Thỏa ước phân biệt quyền của hai phía. Nhẫn và gậy Giám mục - biểu tượng chức thánh sẽ do giáo quyền, còn quyền hành thế tục do hoàng đế trao tượng trưng bằng vương trượng. Về khía cạnh sau Giám mục phải tuân phục hoàng đế.
Callixtus II triệu tập Công đồng chung IX Công đồng Latêranô thứ I (1123) để thông qua và phổ biến các kết quả của hiệp ước này và tuyên bố hôn nhân của giáo sĩ bất thành (invalide) đồng thời ổn định giáo quyền sau khi phân rẽ hai giáo hội Đông – Tây và đặt quy định quyền hạn và thể thức phong Giám mục. Công đồng này đã quy tụ gần 300 Giám mục phương Tây tham dự. Trước sự chứng kiến của đặc sứ của ngài, Công đồng Soissons đã kiểm duyệt công trình thần học của Abélard (1121).
Giáo hoàng là người đã công bố cuộc Thập Tự chinh II.